# Hans-Joachim Baurmeister
Hans-Joachim Baurmeister (* 28. Oktober 1898 in Glogau; † 22. Februar 1950 bei Iwanowo) war ein deutscher Generalmajor.

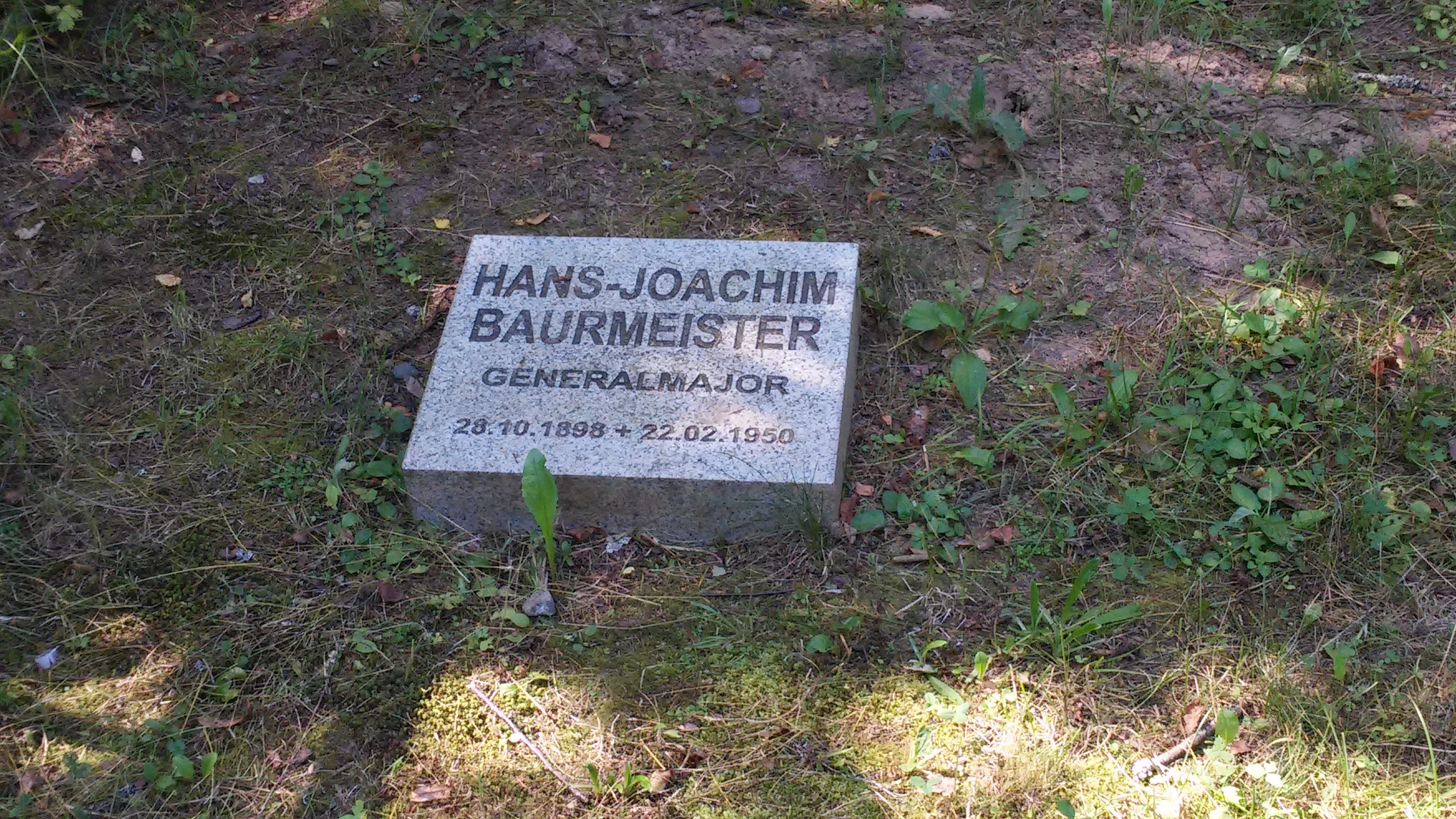
Grabtafel in Tschernzy

## Leben
Baurmeister trat nach Ausbruch des Ersten Weltkriegs am 10. August 1914 in das 1. Niederschlesische Feldartillerie-Regiment „von Podbielski“ Nr. 5 der Preußischen Armee ein. Einen Monat später wurde er in das Reserve-Feldartillerie-Regiment Nr. 50 versetzt und dort am 20. Januar 1915 ohne Patent zum Leutnant befördert. Als Batterieoffizier wurde während der Stellungskämpfe in Flandern Mitte Oktober 1916 schwer verwundet. Nach einem Lazarettaufenthalt kehrte er Mitte März 1917 zu seinem Regiment an die Westfront zurück. Im Juli 1917 folgt seine Versetzung in das Feldartillerie-Regiment Nr. 282. Für seine Leistungen erhielt Baurmeister beide Klassen des Eisernen Kreuzes sowie das Verwundetenabzeichen in Schwarz.
Nach Kriegsende kehrte er kurzzeitig zu seinem in der Demobilisierung befindlichen Stammregiment zurück und wurde dann in die Vorläufige Reichswehr übernommen. Im Zuge der Heeresverringerung schied er zum 31. Dezember 1920 aus dem Militärdienst.
Mit Rangdienstalter vom 1. September 1918 wurde Baurmeister am 1. Januar 1924 als Leutnant und Batterieoffizier im 3. (Preußisches) Artillerie-Regiment der Reichswehr eingesetzt.
Ab 1. Oktober 1931 absolvierte Baurmeister die Führergehilfenausbildung beim Stab der 5. Division in Stuttgart und wurde am 1. August 1933 zum Hauptmann befördert und stand ab dem 1. Oktober 1933 zur Verfügung des Chefs der Heeresleitung. Daran schlossen sich ab Mai 1934 verschiedene Truppenverwendungen und eine Tätigkeit als Taktiklehrer an der Kriegsschule Potsdam an.
Während des Zweiten Weltkriegs nahm er im Frühjahr 1940 am Westfeldzug teil und wurde am 14. Juni 1941 zum Oberst befördert. Im Sommer 1941 wurde Baurmeister im Krieg gegen die Sowjetunion beim Angriff auf Mittelrussland eingesetzt. Am 12. Januar 1942 wurde er zum Lehrgangsleiter an der Artillerie-Schule I ernannt. Daran schloss sich ab dem 1. April 1943 eine Verwendung als Artillerie-Kommandeur 130 an und in dieser Eigenschaft wurde er am 21. Oktober 1943 mit dem Deutschen Kreuz in Gold ausgezeichnet. Vom 16. Februar bis zum 31. März 1944 befand er sich kurzzeitig in der Führerreserve und fungierte anschließend als Kommandeur des Grenadier-Regimentes 1.
Am 10. Mai 1944 wurde Baurmeister mit der Führung der 1. Infanterie-Division und vom 19. Juni bis zum 13. Juli 1944 mit der Führung der 371. Infanterie-Division beauftragt. Anschließend absolvierte er den Divisionführerlehrgang und wurde am 18. August 1944 mit der Führung der 290. Infanterie-Division beauftragt. Mit seiner Beförderung zum Generalmajor am 9. November 1944 erfolgte seine Ernennung zum Divisionskommandeur.
Als Höherer Artillerie-Kommandeur 315 (HArko 315) geriet Baurmeister bei Kriegsende in sowjetische Kriegsgefangenschaft, in der er 1950 starb. Er wurde auf dem Generalsfriedhof des Kriegsgefangenenlagers 5110 in Tschernzy beigesetzt.